# Lobo, Batangas
Lobo là một đô thị cấp bốn ở tỉnh Batangas, Philippines. Theo điều tra dân số năm 2015, đô thị này có dân số 41.504 người trong.

## Barangays
Lobo, về mặt hành chính, được chia thành 26 khu phố (barangay).
| - Apar - Balatbat - Balibago - Banalo - Biga - Bignay - Calo - Calumpit - Fabrica - Jaybanga - Lagadlarin - Mabilog Na Bundok - Malabrigo | - Malalim Na Sanog - Malapad Na Parang - Masaguitsit - Nagtaluntong - Nagtoctoc - Olo-olo - Pinaghawanan - Poblacion - San Miguel - San Nicolas - Sawang - Soloc - Tayuman |